# Игор Ларионов
Игор Николајевич Ларионов (рус. Игорь Николаевич Ларионов; Воскресенск, 3. децембар 1960) је некадашњи совјетски и руски професионални играч хокеја на леду. Заједно са сународником Вјачеславом Фетисовим био је први хокејаш са подручја СССР који се отворено залагао за права играча да наступају у НХЛ лиги.
Током играчке каријере играо је на позицији центра и био је познат по изразито прецизним пас ударцима, због чега је зарадио надимак „Професор“. У 29 година дугој каријери освојио је три титуле Стенли купа са екипом Детроит ред вингса (1997, 1998 и 2002), четири титуле светског првака са репрезентацијом СССР (1982, 1983, 1986 и 1989) и две златне олимпијске медаље (1984 и 1988). Објединивши три највреднија трофеја у хокејашком спорту 7. јуна 1997. постао је члан хокејашке златне тројке, а од 10. новембра 2008. члан је и хокејашке куће славних.

## Играчка каријера
Професионална играчка каријера Игора Ларионова трајала је пуних 29 година, од 1977. до 2006. године. Током каријере наступао је за 9 различитих клубова.

### Совјетска лига (1977—89)
Ларионов је своју хокејашку каријеру започео 1977. године у клубу Химик из свог родног града Воскресенска за који је одиграо три сезоне у првенству Совјетског Савеза. Током прве сезоне забележио је свега 6 наступа за први тим, а већ наредне сезоне успео је да као дебитант у 32 утакмице освоји 7 поена. Са 45 поена у трећој професионалној сезони скренуо је на себе пажњу тренера московског ЦСКА и селектора репрезентације Совјета Виктора Тихонова.
Ларионов је од сезоне 1981/82. прешао у московски ЦСКА где је заиграо на позицији централног нападача заједно са Владимиром Крутовим и Сергејом Макаровим. Овај нападачки тројац доминирао је совјетском лигом, али и мешународним такмичењима и убрзо је постао познат као „КЛМ формација“ (почетна слова њихових презимена). Заједно са одбрамбеним играчима Фетисовим и Касатоновим била је то једна од најбољих стартних петорки у историји савременог хокеја на леду, позната и као „Зелена бригада“ (названа тако због зелених дресова у којима су сви тренирали).
Већ у првој сезони у ЦСКА имао је учинак од 53 поена (31 гол), а најбољи учинак остварио је у сезони 1988. са 57 поена што му је донело титулу најкориснијег играча првенства за ту сезону.
У првенству Совјетског Савеза одиграо је укупно 457 утакмица и постигао 204 гола.

### Национална хокејашка лига (1989—2004)
Ларионов је још 1985. изразио жељу за играњем у НХЛ лиги, а исте године је и драфтован од стране екипе Ванкувер канакса као 214. пик на драфту, ипак није прешао на северно-амерички континент те сезоне. Штавише тадашње Совјетске власти су својим спортистима стриктно браниле играње за клубове са „Запада“. Незадовољан, Ларионив је заједно са Фетисовим негодовао код највиших државних органа захтевајући да се укину све забране за спортисте. Због свих тих догађаја, Ларионов је те исте 1985. био изостављен из екипе ЦСКА за шестодневну децембарску турнеју по Северној Америци уз образложење да постоје неки проблеми са његовим пасошем.
За екипу из Ванкувера Ларионов је напокон по први пут наступио у сезони 1989/90. али уз услов да део његове зараде од играња у НХЛ лиги припадне његовом бившем клубу. Исте сезоне цела постава чувене „зелене бригаде“ је напустила Совјетски Савез. Заједно са Ларионовим у Канаксе је прешао и његов саиграч из ЦСКА Владимир Крутов. У сезони 1991/92. предводио је напад Канакса заједно са Грегом Адамсом и сународником Буреом чији је ментор био.
Након истека трогодишњег уговора са канадском екипом Ларионов је одиграо једну сезону у швајцарском прволигашу Лугану. Након повратка у НХЛ потписао је двогодиши уговор са екипом Сан Хозе шаркса где је поново заиграо са некадашњим саиграчем Сергејом Макаровим. У сезони 1995/96. трејдован је у екипу Детроит ред вингси. Ларионов је био један од чланова такозване „руске велике петорке“ која је играла за екипу из Детроита средином деведесетих година прошлог века (Фетисов, Федоров, Козлов и Константинов).
Током 2000. потписао је једногодишњи уговор са Флорида пантерсима, где је наступао заједно са Павелом Буреом са којим је играо у Канаксима. Због лоших игара у екипи са Флориде, пре краја сезоне вратио се назад у Детроит где је играо још две сезоне (од 2001/03). Последњу НХЛ сезону одиграоје у екипи Њу Џерзи девилси у којој је помоћни тренер тада био Вјачеслав Фетисов, у сезони 2003/04.

### Повлачење
Професионалну играчку каријеру завршио је у Шведској, у екипи Брунфло ИК, у сезони 2005/06. Одигравши свега две утакмице Ларионов је постигао један погодак и две асистенције. У истој овој екипи своју играчку каријеру завршио је десет година раније и његов некадашњи саиграч из ЦСКА Владимир Крутов.
Нешто раније, 14. децембра 2004. у Москви је одиграо своју опроштајну утакмицу.
Светска хокејашка асоцијација је 17. јуна 2008. објавила да је Ларионов постао кандидат за чланство у Кући славних, у коју је примљен 10. новембра исте године. Ново признање стигло је 31. марта 2011. када је изабран у комисију Куће славних за пријем нових кандидата за наредне три године.
У јулу 2008. постављен је на место спортског директора у хокејашком клубу СКА из Санкт Петербурга (Русија).

### Репрезентативна каријера
За репрезентације СССР и Русије одиграо је укупно 98 утакмица и постигао 36 голова.
Репрезентативну каријеру започео је наступима за селекцију Совјетског Савеза на светским првенствима за јуниоре 1979. и 1980. где је освојио златне медаље.
На Олимпијским играма освојио је три медаље, два злата са СССР (1984 и 1988) и бронзу са Русијом 2002. године. Освојио је и 6 медаља на светским првенствима: 4 злата (1982, 1983, 1986 и 1989), сребро у Аустрији 1987. и бронзу Чехословачкој 1985. године.
Учествовао је и у освајању Купа Канаде 1981. године, а у истом такмичењу играо је и 1984. и 1987. године. Играо је и за селекцију Русије на светском купу 1996. године.
Фетисов је тек један од четири играча (уз Вјачеслава Фетисова, Џоа Сакика и Скота Нидермајера) који је освојио свих пет најпрестижнијих хокејашких такмичења у свету: Олимпијски турнир, светско првенство и Стенли куп (као део Златне тројке) те Светски куп/Куп Канаде и Светско јуниорско првенство.

## Приватни живот
Ларионов је ожењен Еленом Батановом, бившом совјетском и руском клизачицом и има троје деце, две кћерке Аљону и Дијану и сина Игора.
Тренутно се поред фунције спортског директора у екипи СКА из Санкт Петербурга бави производњом и трговином винима. Вина која производи продаје под „хокејашким етикетама“, а најпознатија су: Хеттрик (Hattrick), Трећи продужетак (Triple Overtime) и Слапшот (Slapshot). Марка Triple Overtime је названа у част његовог победничког погодка постигнутог у трећем продужетку треће утакмице финалне серије Стенли купа 2002. године.

## Статистика
- Клупска статистика

| 1977–78.    | Химик              | СССР        | 6   | 3   | 0   | 3   | 4   | —   | —  | —  | —  | —  |
| 1978–79.    | Химик              | СССР        | 32  | 3   | 4   | 7   | 12  | —   | —  | —  | —  | —  |
| 1979–80.    | Химик              | СССР        | 42  | 11  | 7   | 18  | 24  | —   | —  | —  | —  | —  |
| 1980–81.    | Химик              | СССР        | 43  | 22  | 23  | 45  | 36  | —   | —  | —  | —  | —  |
| 1981–82.    | ЦСКА Москва        | СССР        | 46  | 31  | 22  | 53  | 6   | —   | —  | —  | —  | —  |
| 1982–83.    | ЦСКА               | СССР        | 44  | 20  | 19  | 39  | 20  | —   | —  | —  | —  | —  |
| 1983–84.    | ЦСКА               | СССР        | 43  | 15  | 26  | 41  | 30  | —   | —  | —  | —  | —  |
| 1984–85.    | ЦСКА               | СССР        | 40  | 18  | 28  | 46  | 20  | —   | —  | —  | —  | —  |
| 1985–86.    | ЦСКА               | СССР        | 40  | 21  | 31  | 52  | 33  | —   | —  | —  | —  | —  |
| 1986–87.    | ЦСКА               | СССР        | 39  | 20  | 26  | 46  | 34  | —   | —  | —  | —  | —  |
| 1987–88.    | ЦСКА               | СССР        | 51  | 25  | 32  | 57  | 54  | —   | —  | —  | —  | —  |
| 1988–89.    | ЦСКА               | СССР        | 31  | 15  | 12  | 27  | 22  | —   | —  | —  | —  | —  |
| 1989/90.    | Ванкувер канакси   | НХЛ         | 74  | 17  | 27  | 44  | 20  | —   | —  | —  | —  | —  |
| 1990/91.    | Ванкувер канакси   | НХЛ         | 64  | 13  | 21  | 34  | 14  | 6   | 1  | 0  | 1  | 6  |
| 1991/92.    | Ванкувер канакси   | НХЛ         | 72  | 21  | 44  | 65  | 54  | 13  | 3  | 7  | 10 | 4  |
| 1992/93.    | ХК Лугано          | НЛА         | 24  | 10  | 19  | 29  | 44  | 8   | 3  | 15 | 18 | 0  |
| [1993/94.   | Сан Хозе шаркси    | НХЛ         | 60  | 18  | 38  | 56  | 40  | 14  | 5  | 13 | 18 | 10 |
| 1994/95.    | Сан Хозе шаркси    | НХЛ         | 33  | 4   | 20  | 24  | 14  | 11  | 1  | 8  | 9  | 2  |
| 1995/95.    | Сан Хозе шаркси    | НХЛ         | 4   | 1   | 1   | 2   | 0   | —   | —  | —  | —  | —  |
| 1995/96.    | Детроит ред вингси | НХЛ         | 69  | 21  | 50  | 71  | 34  | 19  | 6  | 7  | 13 | 6  |
| 1996/97.    | Детроит ред вингси | НХЛ         | 64  | 12  | 42  | 54  | 26  | 20  | 4  | 8  | 12 | 8  |
| 1997/98.    | Детроит ред вингси | НХЛ         | 69  | 8   | 39  | 47  | 40  | 22  | 3  | 10 | 13 | 12 |
| 1998/99.    | Детроит ред вингси | НХЛ         | 75  | 14  | 49  | 63  | 48  | 7   | 0  | 2  | 2  | 0  |
| 1999/00.    | Детроит ред вингси | НХЛ         | 79  | 9   | 38  | 47  | 28  | 9   | 1  | 2  | 3  | 6  |
| 2000/01.    | Флорида пантерси   | НХЛ         | 26  | 5   | 6   | 11  | 10  | —   | —  | —  | —  | —  |
| 2000/01.    | Детроит ред вингси | НХЛ         | 39  | 4   | 25  | 29  | 28  | 6   | 1  | 3  | 4  | 2  |
| 2001/02.    | Детроир ред вингси | НХЛ         | 70  | 11  | 32  | 43  | 50  | 18  | 5  | 6  | 11 | 4  |
| 2002/03.    | Детроит ред вингси | НХЛ         | 74  | 10  | 33  | 43  | 48  | 4   | 0  | 1  | 1  | 0  |
| 2003/04.    | Њу Џерзи девилси   | НХЛ         | 49  | 1   | 10  | 11  | 20  | 1   | 0  | 0  | 0  | 0  |
| 2005/06.    | Брунфло ИК         | Шве-3       | 2   | 1   | 3   | 4   | 2   | —   | —  | —  | —  | —  |
| СССР укупно | СССР укупно        | СССР укупно | 457 | 204 | 230 | 434 | 295 | —   | —  | —  | —  | —  |
| НХЛ укупно  | НХЛ укупно         | НХЛ укупно  | 921 | 169 | 475 | 644 | 474 | 150 | 30 | 67 | 97 | 60 |

- Репрезентација

| Година          | Репрезентација  | Такмичење       | Пласман         |     | Ут | Г  | А  | Бод | ИСК |
| --------------- | --------------- | --------------- | --------------- | --- | -- | -- | -- | --- | --- |
| 1979.           | СССР            | СПЈ             | 1. место        | 5   | 2  | 4  | 6  | 8   |     |
| 1980.           | СССР            | СПЈ             | 1. место        | 5   | 3  | 3  | 6  | 4   |     |
| Јуниори укупно: | Јуниори укупно: | Јуниори укупно: | Јуниори укупно: | 10  | 5  | 7  | 12 | 12  |     |
| 1981.           | СССР            | КК              | 1. место        | 7   | 4  | 1  | 5  | 8   |     |
| 1982.           | СССР            | СП              | 1. место        | 10  | 4  | 6  | 10 | 2   |     |
| 1983.           | СССР            | СП              | 1. место        | 9   | 5  | 7  | 12 | 4   |     |
| 1984.           | СССР            | ОИ              | 1. место        | 6   | 1  | 4  | 5  | 6   |     |
| 1984.           | СССР            | КК              | 3. место        | 5   | 1  | 2  | 3  | 6   |     |
| 1985.           | СССР            | СП              | 3. место        | 10  | 2  | 4  | 6  | 8   |     |
| 1986.           | СССР            | СП              | 1. место        | 10  | 7  | 1  | 8  | 4   |     |
| 1987.           | СССР            | СП              | 2. место        | 10  | 4  | 8  | 12 | 2   |     |
| 1987.           | СССР            | КК              | 2. место        | 9   | 1  | 2  | 3  | 6   |     |
| 1988.           | СССР            | ОИ              | 1. место        | 8   | 4  | 9  | 13 | 4   |     |
| 1989.           | СССР            | СП              | 1. место        | 8   | 3  | 0  | 3  | 11  |     |
| 1996.           | Русија          | СК              | П. Ф.           | 5   | 0  | 4  | 4  | 2   |     |
| 2002.           | Русија          | ОИ              | 3. место        | 6   | 0  | 3  | 3  | 4   |     |
| Сениори укупно: | Сениори укупно: | Сениори укупно: | Сениори укупно: | 103 | 36 | 51 | 87 | 67  |     |